# Giuseppe Di Bartolo (militare 1911)
Giuseppe Di Bartolo (Raiano, 1911 – Oglat Marteba, 26 marzo 1943) è stato un militare italiano, decorato di Medaglia d'oro al valor militare alla memoria nel corso della seconda guerra mondiale.

## Biografia
Nacque a Raiano, provincia dell'Aquila, nel 1911, figlio di Domenico e Luisa Arquilla. Mentre lavorava come operaio manovale, assolse gli obblighi del servizio militare di leva nel Regio Esercito, in forza al 5º Reggimento artiglieria da campagna dal 1932 al 1934. Richiamato in servizio attivo nell'aprile del 1935 per esigenze legate all'Africa Orientale, ed assegnato al 18º Reggimento artiglieria "Gran Sasso", nel settembre dello stesso anno partì per l'A.O.I. per partecipare alla campagna etiopica. Rientrato in Patria nell'agosto 1936, dopo la fine ufficiale del conflitto, e congedato, fu richiamato e mobilitato nel dicembre 1940, in piena seconda guerra mondiale a disposizione della Milizia Volontaria Sicurezza Nazionale. Assegnato in forza al VI battaglione CC.NN. allora di stanza in Libia, raggiunse il reparto in zona di operazione, partecipando con la 3ª Compagnia per circa tre anni alle operazioni svoltesi in Africa Settentrionale Italiana.  Cadde in combattimento a Oglat Marteba (Tunisia), il 26 marzo 1943, e per il coraggio dimostrato in questo frangente venne insignito della medaglia d'oro al valor militare alla memoria con Decreto del Presidente della Repubblica 27 maggio 1952.

### Fonti
1. 1 2 3 4 5 6 7  Combattenti Liberazione.
2. ↑  Medaglie d'oro al valor militare sul sito della Presidenza della Repubblica
3. ↑  Registrato alla Corte dei conti il 28 giugno 1952, Esercito registro 28, foglio 93.